# Vandreforeningen Fodslaw
Vandreforeningen Fodslaw startede i 29 November 1970 med det formål at udbrede kendskabet til og fremme interessen for det danske land og dets natur, gennem tilrettelæggelse af vandreture, samt arrangere rejser til vandringer i indland og udland.
Foreningen har pr. 2006 ca. 3.600 medlemmer, som hovedsagelig kommer fra 45 lokalforeninger. Nogle medlemmer kommer fra det øvrige Norden og fra Sydslesvig i Tyskland.
Fodslaws største arrangement er den årlige Hærvejsvandring, en 300 km lang tur fra Slesvig by ved Slien til Viborg ad den gamle hærvej.  
Den første vandring fandt sted i 1973 med 162 deltagere. Sidste vandring i 2006 var nummer 34 i rækken, med deltagelse af ca. 500 personer fra ind- og udland
Vandringen strækker sig over syv dage med længste dagsetape på  ca. 49 km.
Udover denne vandring arrangerer lokalforeningerne marcher over hele landet året rundt.

## Ekstern henvisning
- Fodslaws hjemmeside